# دنيس هيوز (لاعب اتحاد الرغبي)
دنيس هيوز (بالإنجليزية: Dennis Hughes)‏ هو لاعب اتحاد الرغبي بريطاني، ولد في 3 يوليو 1941 في Argoed, Caerphilly ‏ في المملكة المتحدة.